# Oxicodona/paracetamol
Oxicodona/paracetamol, também conhecido como oxicodona/acetaminofeno, e vendido sob a marca Percocet entre outras, é uma combinação do opioide oxicodona com paracetamol (acetaminofeno), usado para tratar dor moderada a grave de curto prazo. É fornecido em formulações de liberação imediata e prolongada. É administrado por via oral.
Os efeitos colaterais comuns incluem náusea e vertigem. Outros efeitos colaterais podem incluir dependência, sonolência, coceira, constipação, anafilaxia, hipotensão arterial e falta de ar. O uso durante a gravidez pode causar a síndrome de abstinência neonatal de opioides no bebê.
A combinação foi aprovada para uso médico nos Estados Unidos em 1976. Neste país, é uma substância controlada de Tabela II. Está disponível como medicamento genérico. Nos Estados Unidos, 90 comprimidos custavam cerca de 22 dólares em 2020